# بیلی کانلی
بیلی کانلی (انگلیسی: Billy Connolly؛ زاده ۲۴ نوامبر ۱۹۴۲) بازیگر و استندآپ کمدین اهل اسکاتلند است.
از جمله فیلم‌های وی می‌توان به سرگذشت ناگوار، داستان‌های لمونی اسنیکت، اولئاندر سفید، بازگشت سه تفنگدار، پرونده‌های ایکس: می‌خواهم باور کنم، جو وحشی، گارفیلد۲، جو زیبا، فریبکار، کلتیس توت کیست؟ و مرد بزرگ اشاره کرد.

## بخشی از جوایز و افتخارات
- کاندیدای بفتای بهترین بازیگر نقش اول مرد برای فیلم خانم براون در سال ۱۹۹۷